# 올레 마켓
올레 마켓(Olleh Market)는 KT가 운영했던 모바일 애플리케이션 마켓이다.